# Cathy's Clown
Singles de The Everly Brothers
Let It Be Me
(1960) When Will I Be Loved
(1960)
Cathy's Clown est une chanson écrite et originellement interprétée par les Everly Brothers. Ils l'ont sortie en single en 1960. C'était leur premier single sur le label Warner Bros. Records et le premier single publié par Warner Bros. Records au Royaume-Uni, son numéro de catalogue britannique est WB.1,.
La chanson a été inspirée par l'une des ex-petites amies de Don Everly.
Ce fut le premier single de l'histoire à être simultanément numéro 1 aux États-Unis et au Royaume-Uni.

## Accolades
La chanson est classée à la 150e place sur la liste des « 500 plus grandes chansons de tous les temps » selon le magazine musical Rolling Stone.

## Reprises

### Version française
La chanson a été adaptée en français par Georges Aber et Pierre Delanoë sous le title Le P'tit Clown de ton cœur. L'adaptation a été enregistrée par Johnny Hallyday et Richard Anthony.